# Natonin
Natonin là một đô thị hạng 4 ở tỉnh tỉnh Mountain, Philippines. Theo điều tra dân số năm 2000, đô thị này có dân số 9.065 người trong 1.768 hộ.

## Barangay
Natonin được chia thành 11 barangay.
- Alunogan
- Balangao
- Banao
- Banawel
- Butac
- Maducayan
- Poblacion
- Saliok
- Santa Isabel
- Tonglayan
- Pudo